# Ausgangsschrift

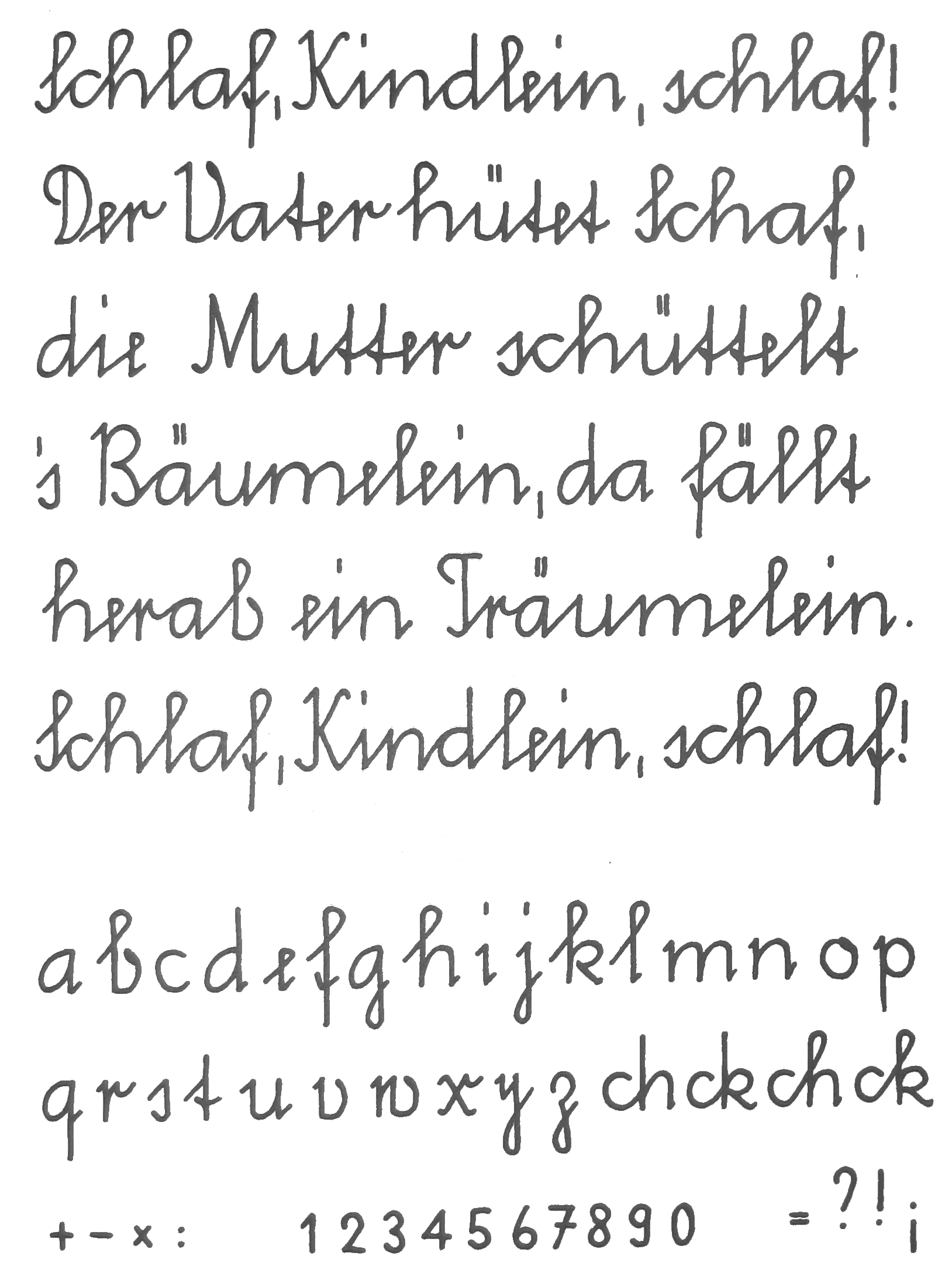
Schweizer Schulschrift (von 1947)

Eine Ausgangsschrift ist ein Schriftmuster, das der optischen Orientierung für das manuelle Schreibenlernen in der Schule dient. Im Sinne eines Leit- oder Vorbildes unterstützt es bildhaft-anschaulich den anspruchsvollen Prozess der Entwicklung von Fähigkeiten und Fertigkeiten im handschriftlichen Schreiben als Teil des Schriftspracherwerbs, einer Kulturtechnik.
Ausgangsschriften werden als Alphabete (Großbuchstaben und Kleinbuchstaben) dargestellt, die im Allgemeinen durch Ziffern und Satzzeichen ergänzt werden. Für detaillierte Angaben zur Bewegungsausführung und zur Gestaltung von einzelnen Buchstaben und deren Eingliederung in Wörter werden meist verschiedene Lernmaterialien wie Schreibübungsblätter oder entsprechende Hefte bereitgestellt.

## Historischer Kontext
Historisch gab es zuvor den älteren Ansatz, eine schöne, lesbare und effizient zu schreibende Schreibschrift als Normschrift den Schülern zum Erlernen vorzugeben. Die Schüler sollten ihre Schrift immer näher an die Perfektion dieser Vorgabe bringen. Diesen traditionellen Ansatz änderten Schriftpädagogen wie Rudolf von Larisch und Ludwig Sütterlin im ersten Drittel des 20. Jahrhunderts, indem sie anstatt einer Zielschrift eine Ausgangsschrift als Vorgabe setzten.
Die Ausgangsschrift stellt keine gewünschte Ziel-Handschrift dar. Sie muss deshalb nicht besonders schön oder effizient sein, sondern vor allem einfach und klar. Die Schüler sollen aus ihr eine individuelle Handschrift entwickeln. Dass dieses Ziel nicht immer erreicht wird, ändert nichts an der Popularität des Konzepts.
Der Schriftpädagoge Fritz Kuhlmann setzte 1916 auf einen noch weiter gehenden Ansatz: die Schüler sollen eine individuelle Schreibschrift nicht aus einer Ausgangs-Schreibschrift, sondern aus einer Druckschrift entwickeln. Der Drang zur Schnelligkeit solle den Schüler dazu bringen, Verbindungen der Buchstaben und flüssige, ununterbrochene Züge selbst zu erfinden. Dieser Ansatz bewährte sich damals nicht, er wurde aber 2011 unter dem Namen Grundschrift wiederbelebt und wird seither erneut erprobt.

## Grundlegendes
In einer Ausgangsschrift sind folgende Informationen aufgenommen:
- der Charakter der Linie als formbildendes Element (beispielsweise Schnurzug, Wechselzug oder Schwellzug),
- das Verhältnis von Strichstärke zu Schriftgröße,
- die Gestaltung der charakteristischen Merkmale der einzelnen Schriftzeichen,
- die Größen- und Breitenproportionen der Buchstaben und ihrer Formelemente,
- die Stellung ihrer Hauptachsen (Neigungswinkel),
- die Verbindungen und Ligaturen sowie
- die Bewegungsausführung im Detail und im Ganzen (Duktus).

Ausgangsschriften sind in Deutschland in dem Lehrplan für den Deutschunterricht verankert. Er enthält Aussagen über die Verbindlichkeit der jeweiligen Musterschrift.
Ausgangsschriften haben darüber hinaus die Funktion, die gestalterische Abstimmung der einzelnen Aspekte untereinander zu veranschaulichen (Neigungswinkel, Größen- und Breitenproportionen, Bewegungsumkehr in Form von Winkeln, Bogen, Deckstrichen oder Schleifen, Buchstabenabstände und -verbindungen). Damit demonstrieren Ausgangsschriften beispielgebend ein bestimmtes Stilprinzip, das den Lernenden hilft, nicht nur den einzelnen Buchstaben eine unverwechselbare Gestalt zu geben, sondern im Schriftbild eine bestimmte visuelle Ordnung herzustellen. Eine solche Ordnung ist auf den Zusammenschluss der Teile zu einem gut überschaubaren Ganzen gerichtet und bildet eine wesentliche Voraussetzung für die Lesbarkeit der Schriftzüge. Ein Hilfsmittel in dem schwierigen Prozess des Ordnens sind Lineaturen. Dabei gibt es unterschiedliche Auffassungen zur Verwendung von Lineaturen beim Schreibenlernen.
Die Gestaltung von Ausgangsschriften stellt die Schnittstelle zwischen Schriftdesign und Didaktik des muttersprachlichen Unterrichts dar. Das grafomotorische Schreibenlernen ist Teilaspekt in dem sehr komplexen Prozess des Schriftspracherwerbs in der Grundschule. In der Geschichte der Schreiberziehung sind die Auffassungen von der Strukturierung des Aneignungsprozesses von Fähigkeiten und Fertigkeiten im handschriftlichen Schreiben einem starken Wandel unterworfen. Das wirkt sich auf die Formgebung der jeweiligen Ausgangsschriften aus.

## Entwicklung in Deutschland

### Norm- und Ausgangsschriften bis 1941
In Deutschland hatte sich nach der karolingischen Minuskel (9. – 12. Jahrhundert) eine Schreibschrift durchgesetzt, an die die gotische Kursive (ab dem 14. Jahrhundert) – eine im alltäglichen Gebrauch stehende Kursivform der gotischen Schrift (ab dem 12. Jahrhundert) – anknüpfte. Diese Entwicklung führte der Nürnberger Schreibmeister Johann Neudörffer (1497–1563) fort, der maßgeblich an der Schöpfung der Fraktur beteiligt gewesen war. In seinem Schreibbuch „Eine gute Ordnung und kurze unterricht […]“ (Nürnberg, 1538) schuf er eine Stileinheit der Buchstaben der deutschen Schreibschriften – genauer deutschen Kurrentschriften – die lange erhalten blieb. Mit Ausbreitung des Schulwesens seit dem 16. Jahrhundert wurden Lese- und Schreibfähigkeiten in immer breiteren Schichten üblich.
Neben der deutschen Kurrentschrift entwickelte sich die humanistische Kursive als Schreibschrift für lateinische und nichtdeutsche Texte, und aus dieser die lateinische Schreibschrift. Im deutschen Sprachraum war es für Gebildete notwendig und üblich, zwei Schreibschriften zu erlernen, die deutsche und die lateinische Schrift.
1714 wurde durch einen Erlass in Preußen erstmals eine Normschrift eingeführt, die auf den Berliner Lehrer Hilmar Curas (Joachimsthalsches Gymnasium) zurückgehen soll. Ihre spitzen, nach rechts geneigten Formen, die Rundungen weitestgehend vermieden, bürgerten sich auch in anderen deutschen Territorien ein und wurden charakteristisch für die deutschen Kurrentschriften.
Der Berliner Grafiker Ludwig Sütterlin (1865–1917) änderte diesen typischen Duktus der deutschen Kurrentschrift. Er setzte ganz auf das Konzept der Ausgangsschrift – die als solche weder schön noch effizient sein muss, sondern vor allem klar und einfach – und die Gleichzugfeder für Schreibanfänger. Er entwickelte eine eigene Schrift, die senkrecht auf der Zeile stand, Ober-, Mittel- und Unterlängen im Verhältnis 1:1:1 teilte, und geometrisch anmutende Zacken und Kringel aufwies. Die Sütterlinschrift – die es in zwei Varianten, als deutsche (Kurrent) und lateinische Schrift gab – wurde 1924 in preußischen Schulen und ab 1930 in den meisten anderen deutschen Ländern als Schulausgangsschrift verwendet.
In Hessen entwickelte ein anderer Schriftpädagoge, Rudolf Koch, ein eigenes Konzept, das er 1927 vorstellte: die Offenbacher Schrift. Koch lehnte die Gleichzugfeder und das Ausgangsschrift-Prinzip Sütterlins ab. Seine Schreibschrift – die es ebenfalls als deutsche (Kurrent) und lateinische Schrift gab – wurde mit der Breitfeder geschrieben und sollte im Prinzip im späteren Leben beibehalten werden, wenngleich sie dabei persönliche Züge annehme. Mit der Einführung von Sütterlins Schrift in Hessen 1930 blieb die Offenbacher Schrift jedoch unbenutzt. Ebenso etablierte sich die in den 1930er Jahren von Maximilian Schlegl entwickelte Stäbchenschrift nicht.
Im Dritten Reich führte der NSDAP-Gauleiter Hans Schemm 1933 in Bayern mit der Bayerischen „Volksschrift“ eine eigene Ausgangsschrift ein. Diese enthielt zahlreiche Änderungen gegenüber der deutschen Sütterlinschrift, wie die Ersetzung der kleinen Schlaufen durch u-förmige Bögen, deutliche Unterschiede beim c, C, d, y, I, J, T und Y, vertikale Umlautstriche, bei der Ziffer 7 und Kringel bei der Ziffer 0 so wie beim O. Dem Reichserziehungsministerium gefiel diese Schrift, es wünschte jedoch eine reichsweite Einheitlichkeit. Mit einem Erlass vom 7. September 1934, der mit Wirkung zum Schuljahresbeginn 1935/36 in Kraft trat, wurde reichsweit die „Deutsche Schrift“ in Gestalt einer steilen „Ausgangsschrift“ (Klassenstufen 1–2) und einer leicht schrägen „Verkehrsschrift“ (ab Klassenstufe 3) eingeführt. Diese war eine Variante der Bayerischen „Volksschrift“, bei der lediglich das C und das y wieder der Sütterlinschrift entsprachen. Dies war möglicherweise eine Folge der Erkenntnis, dass in der Praxis nicht alle Schüler dem ursprünglichen Gedanken der Ausgangsschrift gemäß von dieser in wenigen Jahren zu einer eigenen Handschrift gelangten und sich die schablonenhaften Formen von Sütterlins Ausgangsschrift noch immer in der Handschrift von Jugendlichen wiederfanden.

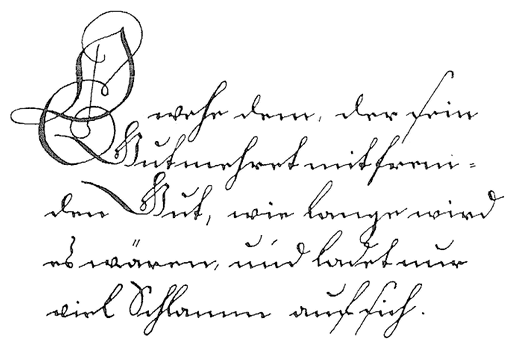
Schriftbeispiel von Hilmar Curas, 1714, der die Preußische Normschrift (Kurrent) prägte
Alphabet der Kurrentschrift, um 1865 (die vorletzte Zeile zeigt die Umlaute ä, ö, ü und die entsprechenden Großbuchstaben Ae, Oe, Ue; die letzte Zeile zeigt die Ligaturen ch, ck, th, sch, sz und st)
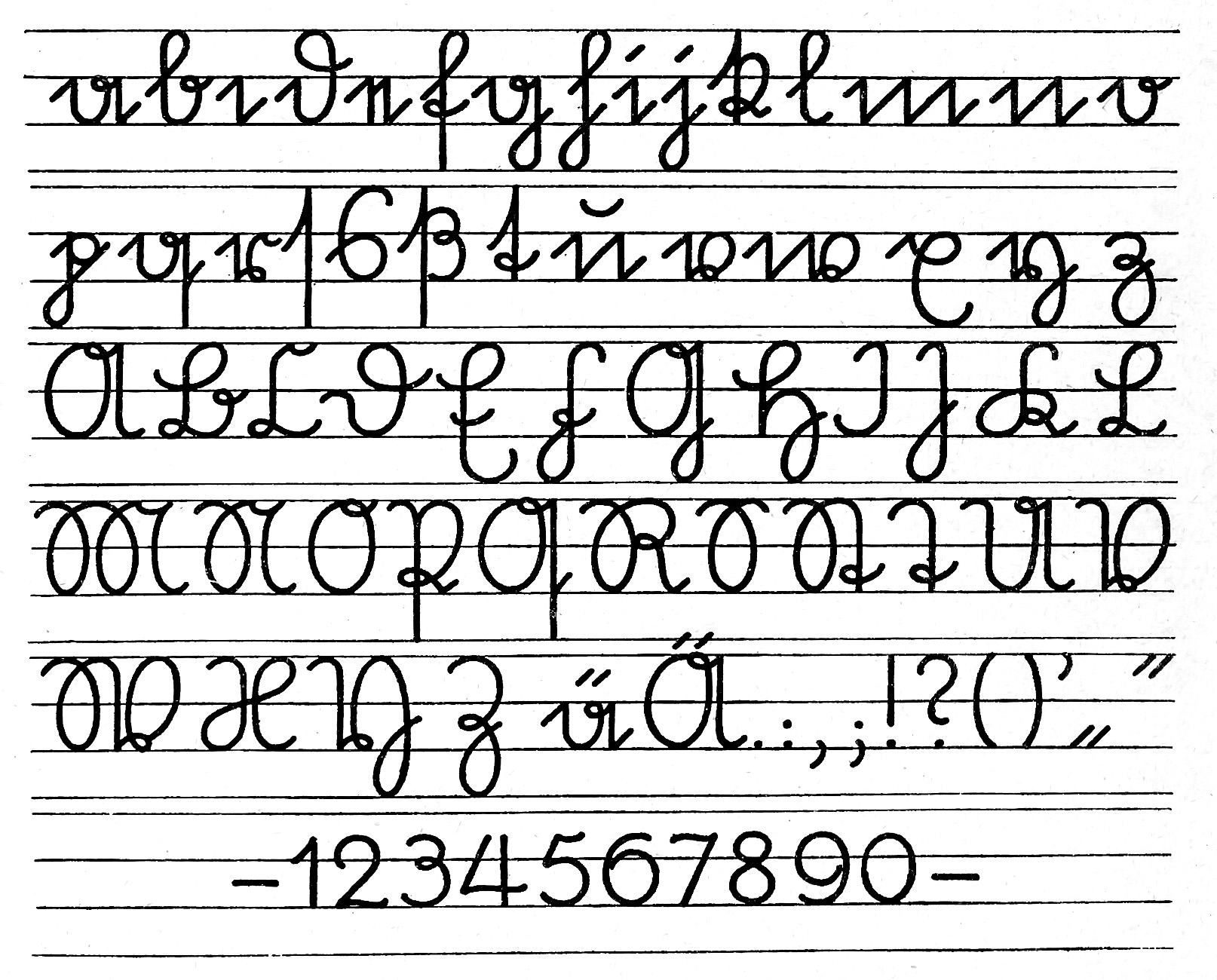
Deutsche Sütterlinschrift (1915–1941)
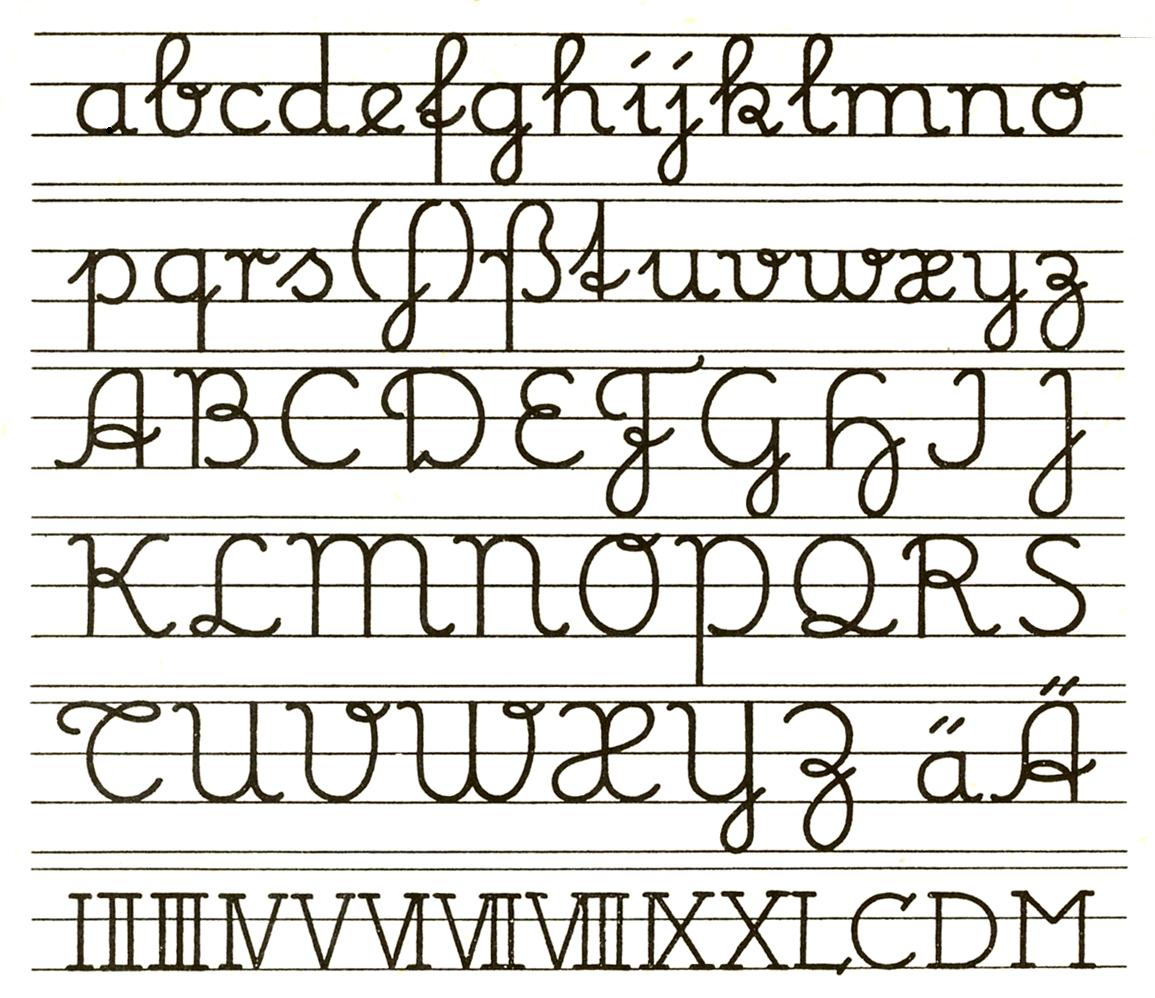
Lateinische Sütterlinschrift
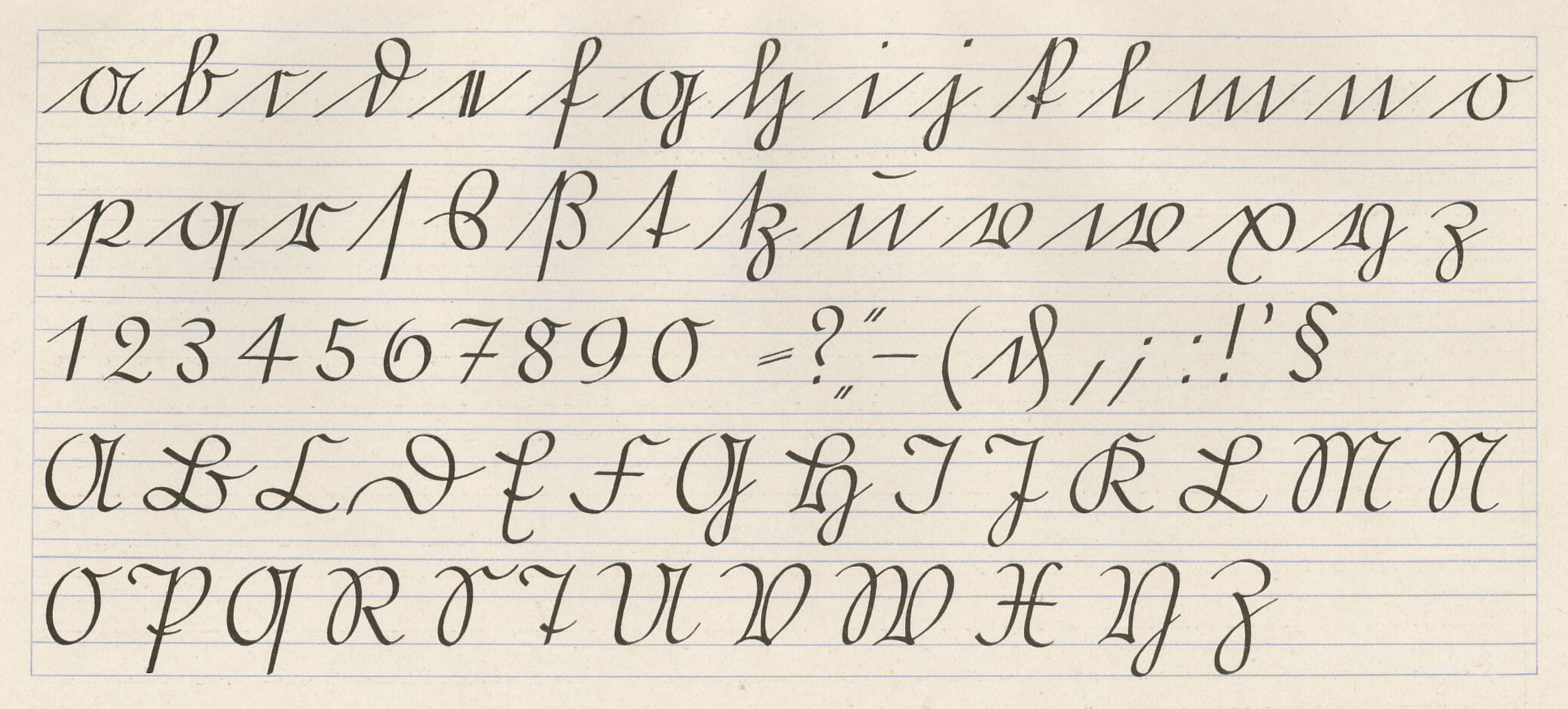
Die Offenbacher Schrift von Rudolf Koch, deutsches Alphabet, 1927
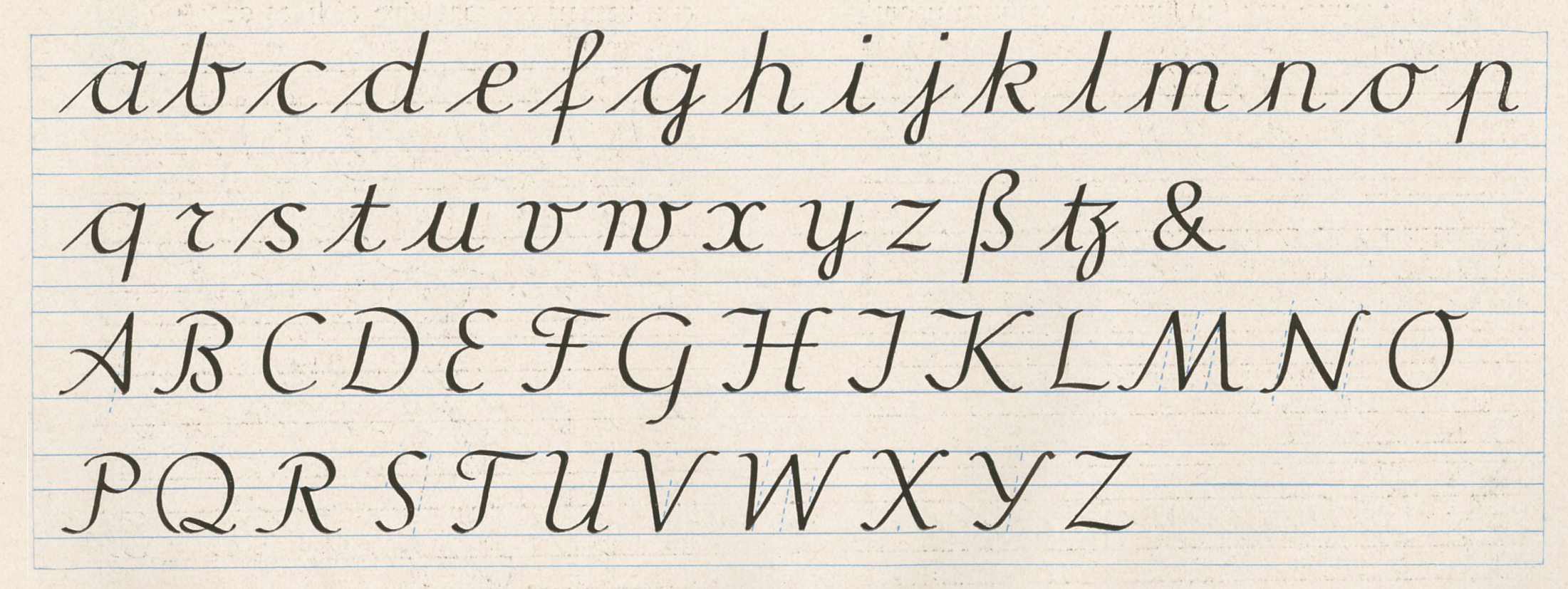
Offenbacher Schrift, lateinisches Alphabet

### Ausgangsschriften seit 1941

#### Deutsche Normalschrift

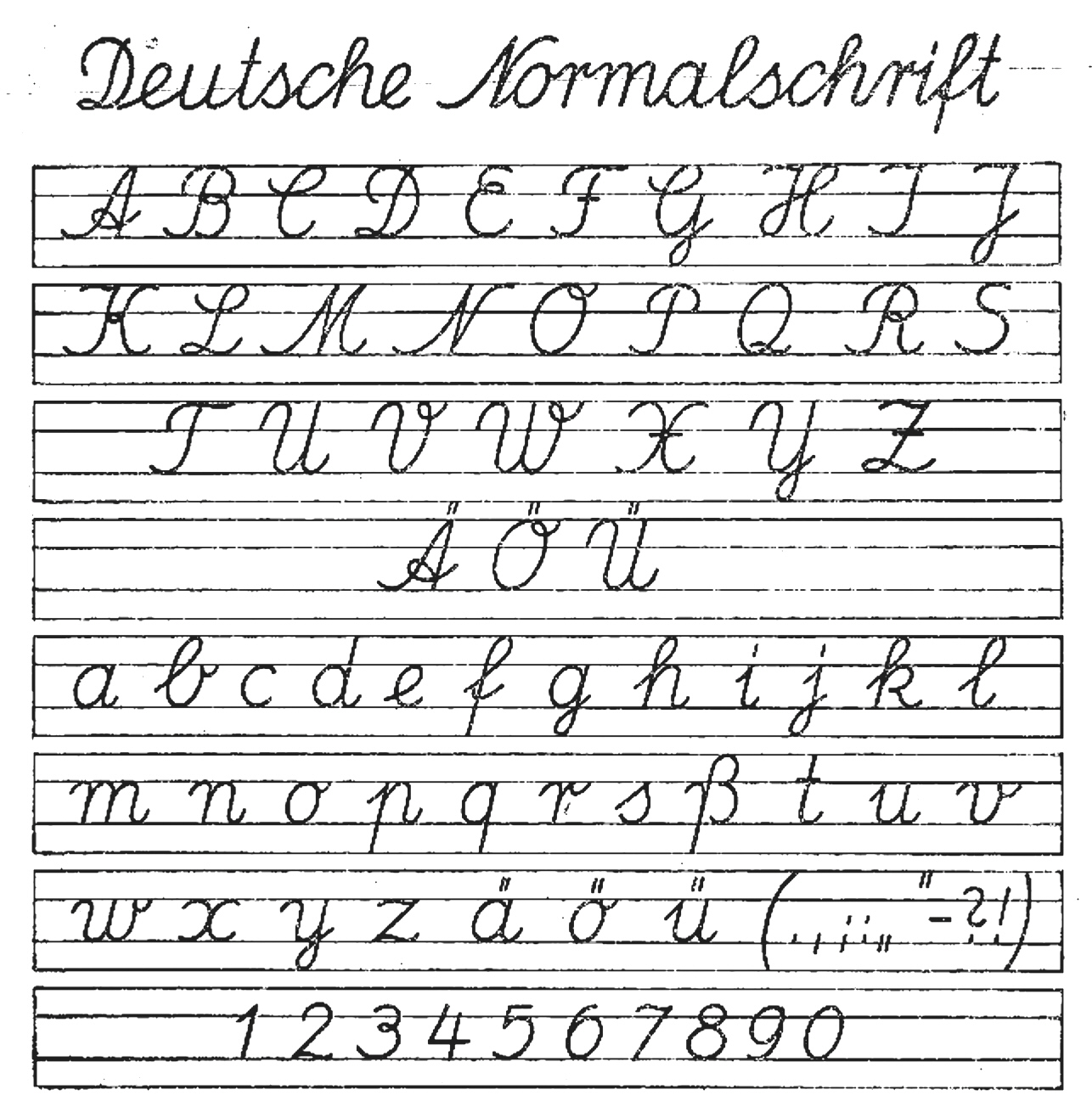
Deutsche Normalschrift, ab 1941

1941 wurden mit dem Normalschrifterlass im Auftrag von Adolf Hitler alle gebrochenen und Kurrentschriften abgeschafft. Nun wurden ab Beginn des Schuljahres 1941/42 im Unterricht ausschließlich die lateinische Schreibschrift gelehrt und alles auf diese umgestellt. Hierfür wurde eine neue Ausgangsschrift kreiert, die die Bezeichnung „Deutsche Normalschrift“ erhielt. Sie wurde auf Grundlage der lateinischen Sütterlinschrift entwickelt, mit Rechtsneigung, gefälligeren Formen und Vereinfachungen wie der Abschaffung der Schlaufen beim x, X und T sowie der Unterlänge beim z, Z, F und H, aber auch der Hinzufügung von Schlaufen bei den Großbuchstaben C, D und L. Das lange s war in ihr nicht mehr enthalten. Die Buchstaben N, M, P, T und X, nicht jedoch V, W und Y, sind ähnlich wie bei der Offenbacher Schrift enger an die Antiqua angelehnt, das P hat keine Unterlänge mehr, und X und Z erhielten einen Querstrich. Die Ziffer 7 wurde wieder mit schrägem Strich geschrieben.

#### Lateinische Ausgangsschrift

Lateinische Ausgangsschrift, seit 1953

Die Lateinische Ausgangsschrift (LA) wurde vom Iserlohner Schreibkreis, einer Versammlung von Schreibfachleuten aus ganz Deutschland, aus der Deutschen Normalschrift entwickelt und weist ihr gegenüber nur geringe Änderungen auf. Der Buchstabe S erhielt eine Form ähnlich dem L, einige kleine Schlaufen wurden zu Spitzumkehren, x und X erhielten ihre Schlaufen wieder zurück. Die Buchstabenverbindungen befinden sich auf unterschiedlichen Höhen. Als Schulausgangsschrift wurde die LA durch den Erlass der Kultusministerkonferenz vom 4. November 1953 verbindlich von 1953 bis 1955 fast in der gesamten damaligen Bundesrepublik Deutschland eingeführt. In Bremen wurde die LA 1960 und in Bayern 1966 verbindlich eingeführt. Bis in die Gegenwart ist die LA eine der vier Schulausgangsschriften, die je nach Bundesland, Schule und Lehrkraft ausgewählt werden kann, und steht noch in Baden-Württemberg, Niedersachsen, Nordrhein-Westfalen und Rheinland-Pfalz zur Auswahl (Stand: 2021).

#### Schulausgangsschrift und Vereinfachte Ausgangsschrift
In der Deutschen Demokratischen Republik (DDR) wurde zunächst eine Ausgangsschrift verwendet, die im Wesentlichen der der LA entsprach, mit nur kleinen Änderungen wie dem Buchstaben t oder dem Weglassen des Querstrichs beim Z.
Im Zusammenhang mit der Einführung eines neuen Lehrplanwerks wurde diese Ausgangsschrift im Jahr 1968 verändert. Ausschlaggebend dafür waren sowohl didaktische als auch ästhetische Gründe. Um mit dem Lesenlernen der Druckschrift gleichzeitig mit dem Erlernen der Schreibschrift beginnen zu können, wurden die Großbuchstaben vereinfacht. Der Bewegungsablauf in den Kleinbuchstaben wurde gestrafft. Diese Schulausgangsschrift (SAS) wurde 1991 teilweise in den alten Bundesländern übernommen.
In der Bundesrepublik wurde parallel 1969 die Vereinfachte Ausgangsschrift (VA) entwickelt, um Schwierigkeiten in der Anwendung der Lateinischen Ausgangsschrift zu beheben. Ähnlich wie bei der SAS wurden bei der VA die Formen den Druckbuchstaben angenähert. Dazu wurden die Anfangs- und Endpunkte fast aller Kleinbuchstaben an das obere Mittelband gelegt, was das Verbinden der Buchstaben vereinheitlicht und so schreibtechnisch vereinfachen soll. Der Buchstabe z erhielt in der VA wieder seine Unterschlinge. Die VA wird seit 1972 erprobt.
Die VA Plus ist eine optimierte Variante der Vereinfachten Ausgangsschrift und gehört seit 2014 fest zum bayrischen Lehrplan Plus. Die VA Plus unterscheidet sich von der VA durch die Schreibweise der Kleinbuchstaben e, s, ß, t und z. Die Hauptkritikpunkte an der VA, Köpfchen-e, Aufstrich-t, Schleifen-s sowie das z mit Unterlänge, wurden damit entschärft.

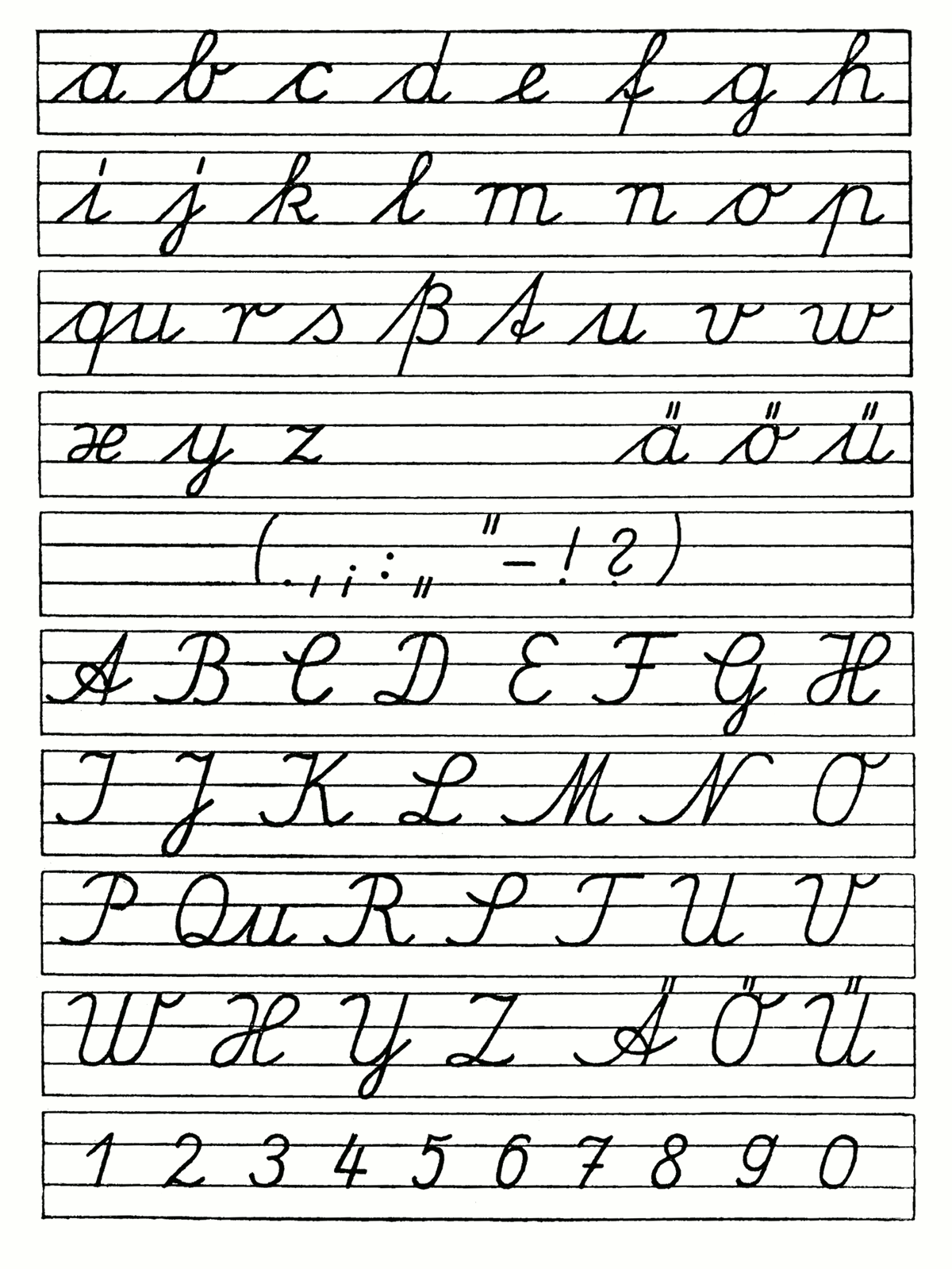
Schreibschrift-Vorlage der DDR von 1958
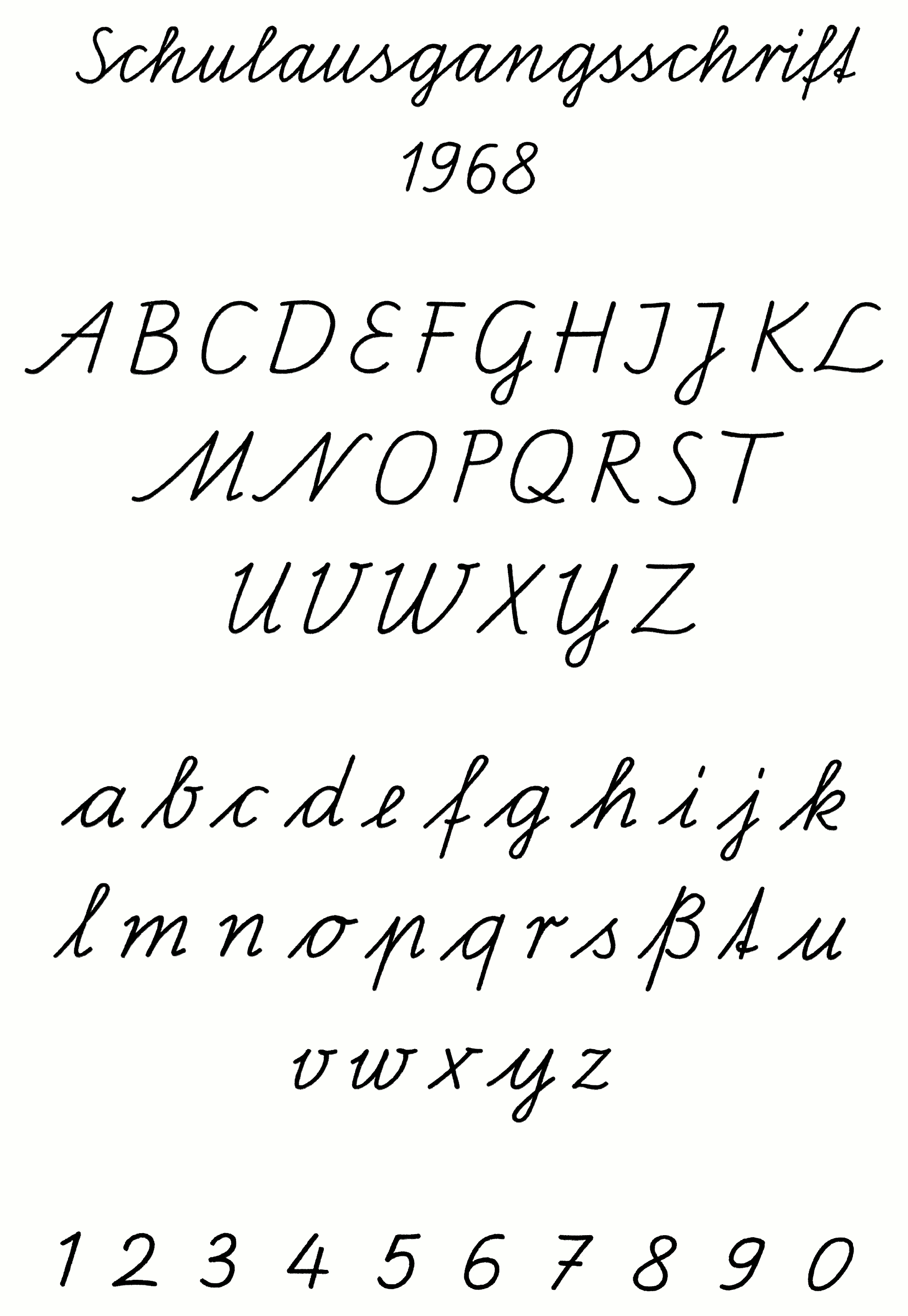
Schulausgangsschrift, in der DDR seit 1968
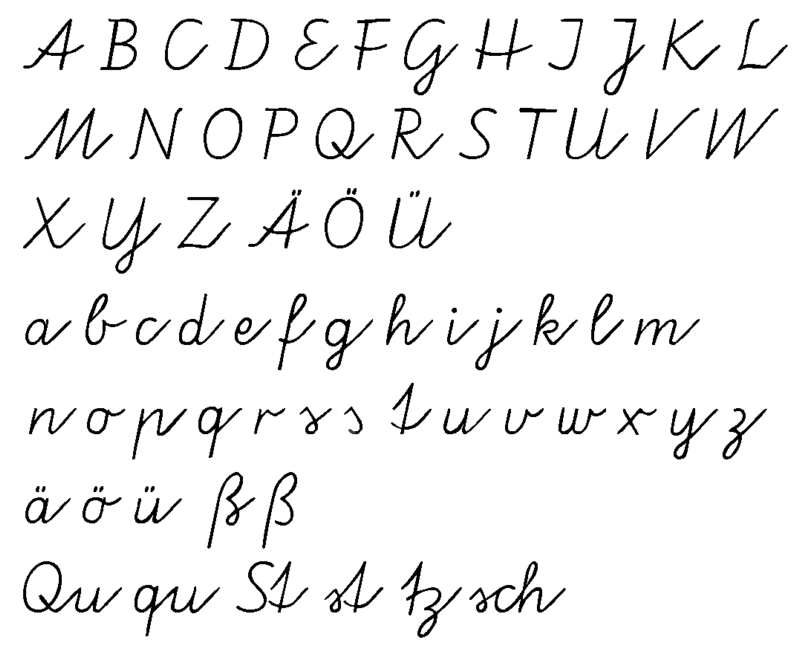
Vereinfachte Ausgangsschrift, seit 1972
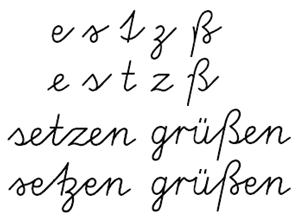
2. Zeile: modifizierte Buchstaben in der VA Plus (2014); 3. Zeile: Beispielwörter. Zum Vergleich die VA von 1972 (1. und 4. Zeile).

#### Grundschrift
Mit der Grundschrift wird seit 2011 in einigen Bundesländern von interessierten Schulen ein neues schriftpädagogisches Konzept erprobt, das im Auftrag des Grundschulverbands von einer Expertengruppe entwickelt wurde. Die Idee hinter der Grundschrift ist, dass Schreibschrift in überhaupt keiner Form mehr gelehrt wird und nur eine Druckschrift als Ausgangsschrift dient. Die Schüler sollen völlig selbständig und ohne Vorbilder aus der Druckschrift eine persönliche Handschrift entwickeln.

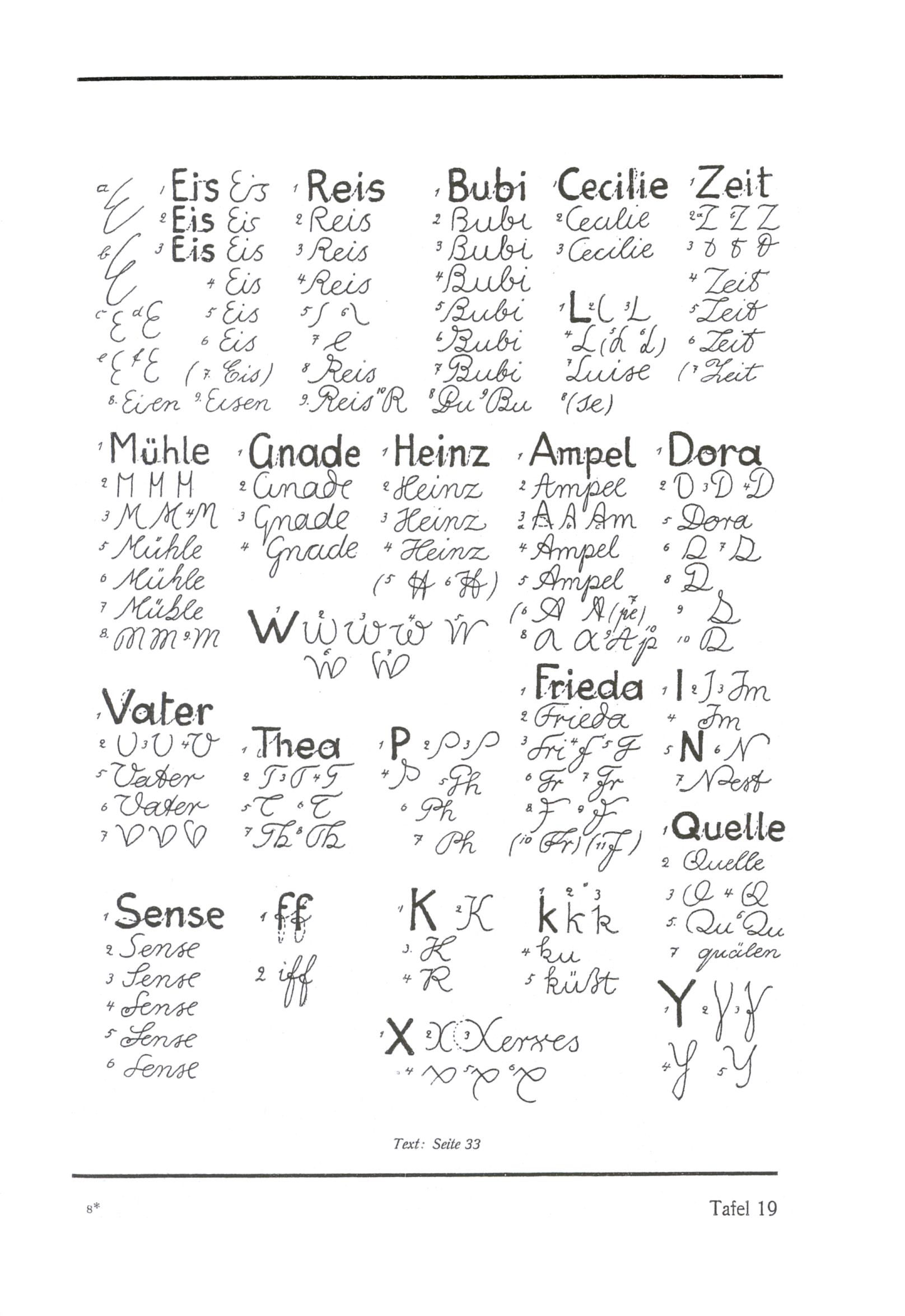
Erarbeitung der Lateinschrift nach Fritz Kuhlmann, 1916
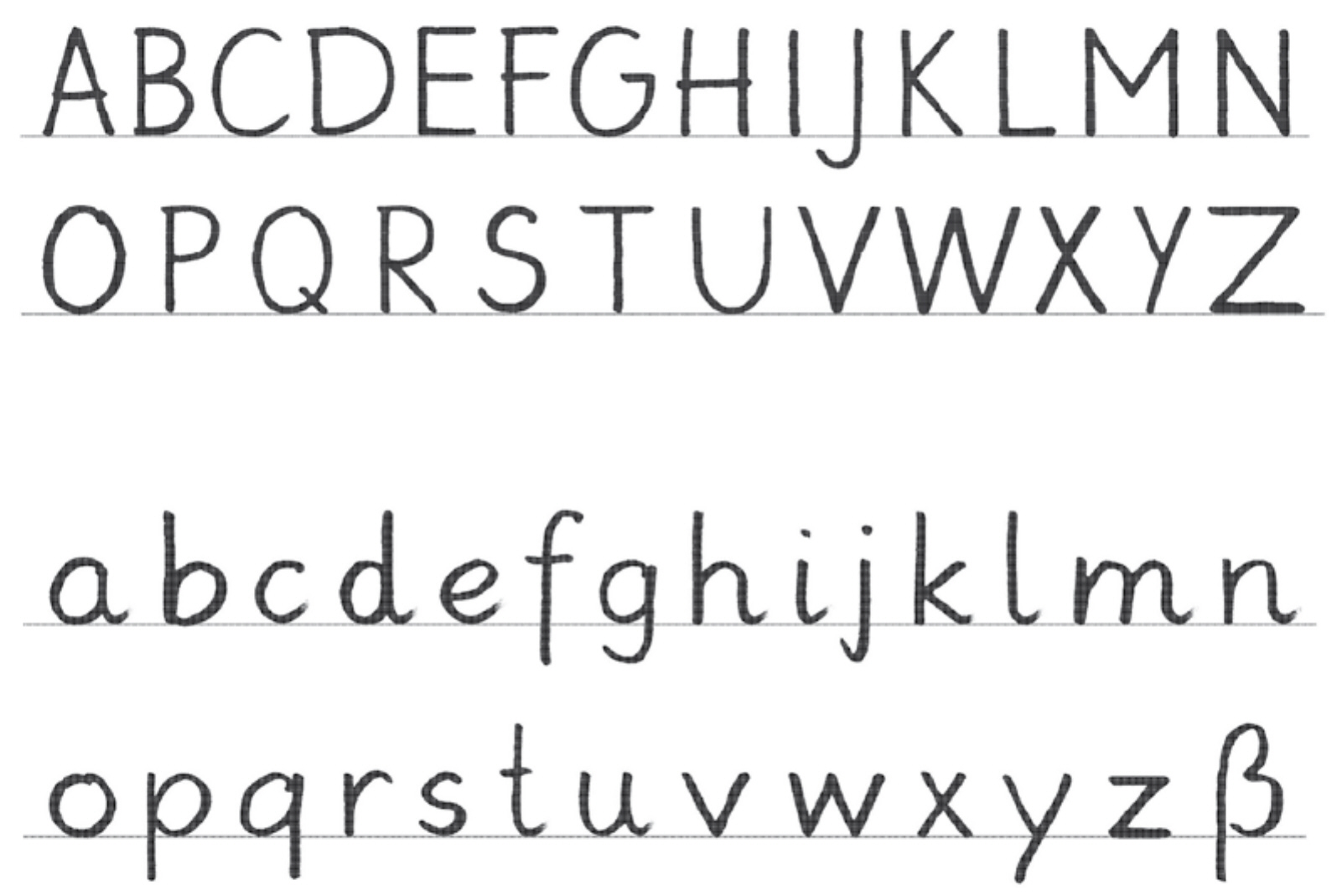
Eine Form der Grundschrift als Ausgangsschrift in Hamburg ab  2011
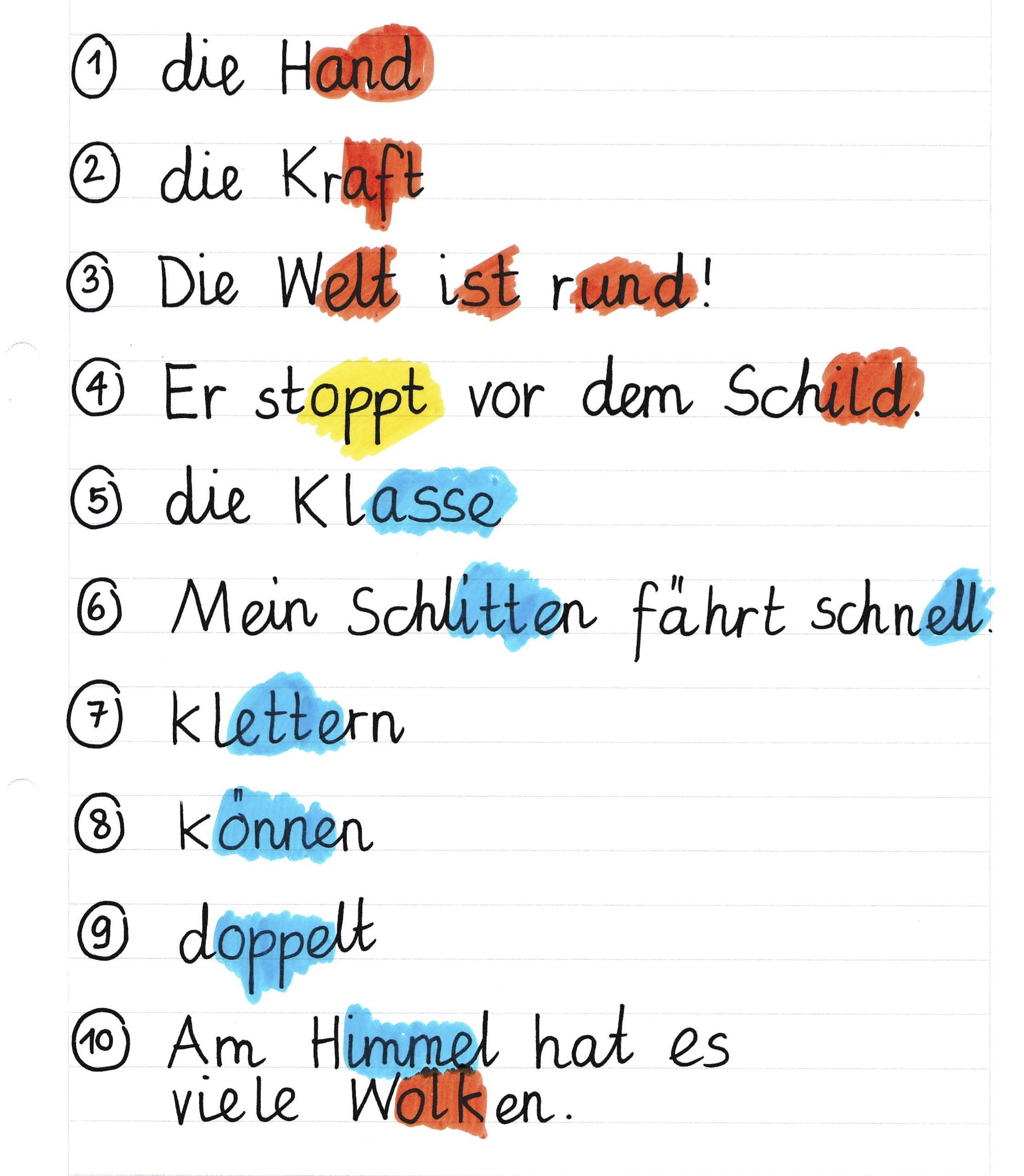
Wortbeispiele mit der Schweizer Basisschrift ab 2006

### In den Bundesländern verwendete Ausgangsschriften
In Deutschland werden die Lateinische Ausgangsschrift, die Vereinfachte Ausgangsschrift, die Schulausgangsschrift und die Grundschrift verwendet. Dabei ist es Aufgabe der jeweiligen Bundesländer, Regeln zur Verwendung der Schriften zu erlassen, wobei entweder keine Schrift vorgeschrieben wird, mehrere Schriften zur Auswahl stehen (W) oder eine Schrift verbindlich vorgeschrieben wird (P).
|                              | BW | BY | BE | BB | HB                   | HH | HE | MV | NI | NW | RP | SL | SN | ST | SH | TH                   |
| ---------------------------- | -- | -- | -- | -- | -------------------- | -- | -- | -- | -- | -- | -- | -- | -- | -- | -- | -------------------- |
| Lateinische Ausgangsschrift  | W  | —  | —  | —  |                      | —  |    | —  | W  | W  | W  | —  | —  | —  | W  |                      |
| Vereinfachte Ausgangsschrift | W  | W  | —  | W  |                      | —  | W  | W  | W  | W  | W  | —  | —  | —  | W  |                      |
| Schulausgangsschrift         | —  | W  | P  | W  |                      | W  | W  | W  | W  | W  | —  | P  | P  | P  | W  |                      |
| Grundschrift                 | —  | —  | —  | —  |                      | W  |    | —  | W  | W  | —  | —  | —  | —  | —  |                      |
|                              |    |    |    |    | Keine Schriftvorgabe |    |    |    |    |    |    |    |    |    |    | Keine Schriftvorgabe |

Baden-WürttembergDer baden-württembergische Lehrplan gestattet die Wahl zwischen Lateinischer Ausgangsschrift und Vereinfachter Ausgangsschrift zur Einführung der gebundenen Schrift (Schreibschrift) in der Grundschule. Dabei kann jede Schule sich für eine der beiden Schreibschriften entscheiden, diese ist jedoch für diese Schule verbindlich. Um daraus entstehende Probleme nach einem Schulwechsel zu vermeiden, dürfen betroffene Schüler weiter in der zuerst erlernten Schrift arbeiten.
BayernIn der Zeit von 1948 bis 1965 wurde an den bayerischen Grundschulen neben der Lateinischen Ausgangsschrift noch die Deutsche Kurrentschrift als „Kunstschrift“ gelehrt. Bei älteren Lehrkräften war das durchaus noch die übliche „Handschrift“. Mit dem Schuljahr 2001/2002 trat ein stufenweise über vier Jahre aktualisierter Lehrplan in Kraft; danach war für alle Grundschulkinder nicht mehr die Lateinische Ausgangsschrift, sondern die Vereinfachte Ausgangsschrift verbindlich. Mit dem sogenannten Lehrplan Plus können seit dem Schuljahr 2014/2015 in Bayern die Schulen zwischen der Vereinfachten Ausgangsschrift und der Schulausgangsschrift wählen.
Nordrhein-WestfalenAusgangsschrift für das Lesen und Schreiben ist in Nordrhein-Westfalen die Druckschrift. Im Zuge der Verflüssigung des Schreibverlaufs und der individuellen Ausprägung der Schrift entwickeln die Schüler später aus der Druckschrift ihre persönliche Handschrift. Zur Orientierung kann wegen ihrer Nähe zur Druckschrift die Vereinfachte Ausgangsschrift herangezogen werden. Das passiert meist zum Ende des ersten oder zum Anfang des zweiten Grundschuljahres.
BremenAn den öffentlichen Schulen des Landes Bremen gibt es keinerlei Vorgaben zur verwendeten Schreibschrift. Selbst Druckschrift darf geschrieben werden. Seitens des Lehrplans wird nur verlangt, dass die Schrift für den Lehrer leserlich ist.
HamburgDie Schulausgangsschrift ist verbindliche Erstschreibschrift. Mit dem Schuljahr 2011/2012 wird es den einzelnen Grundschulen freigestellt, die Schulausgangsschrift durch die vom Grundschulverband empfohlene Grundschrift zu ersetzen.
Berlin, Sachsen, SaarlandDie Schulausgangsschrift ist verbindliche Erstschreibschrift.
Schleswig-HolsteinBis 1994 war die lateinische Ausgangsschrift vorgegeben. Seitdem können Schulen zwischen Lateinischer Ausgangsschrift, Schulausgangsschrift und Vereinfachter Ausgangsschrift wählen.
Brandenburg, Mecklenburg-VorpommernEs kann zwischen der Schulausgangsschrift und der Vereinfachten Ausgangsschrift gewählt werden.
Thüringen und HessenIm Grundschullehrplan Thüringens ist seit 2010 nur noch das Erlernen einer Druckschrift vorgeschrieben. In Hessen war dies im Bildungsstandard Hessen von 2011 bis 2020 gleichartig geregelt. Das Lehren einer Ausgangsschrift liegt im Ermessen des Lehrers. In Hessen wurde 2021 im „Maßnahmenpaket zur Stärkung der Bildungssprache Deutsch“  „für das Schuljahr 2021/2022 eine Empfehlung der Schulausgangsschrift oder der Vereinfachten Ausgangsschrift ausgesprochen. Ab dem Schuljahr 2022/2023 sind bei der Einführung der verbundenen Schreibschrift nur noch entweder die Schulausgangsschrift (SAS) oder die Vereinfachte Ausgangsschrift (VA) im Schriftspracherwerb zulässig.“

## Entwicklung in Österreich
Die älteste gesamtösterreichische Schulschrift geht auf das Jahr 1775 zurück und wurde von Johann Ignaz von Felbiger („Anleitung zum Schönschreiben […] zum Gebrauch der deutschen Schulen in den k.k. Staaten“, Wien 1775) unter Kaiserin Maria Theresia veranlasst. Die nächste Vereinheitlichung datiert aus dem Jahre 1832. Allerdings hat sich kaum jemand an diese Vorschriften gehalten, Lehrer haben ihre eigenen Vorlagen entworfen, zum Teil sogar innerhalb einer Schule.
Durch den Stadtschulrat für Wien wurden die „Richtformen 1924“ als verbindlich erklärt, während die anderen Bundesländer vorher und auch danach zum Teil eigene Schulschriften verwendeten.
Bis zum Schuljahr 1938/1939 wurde in Österreich die als „Amts- und Protokollschrift“ etablierte Kurrentschrift (und nicht die in Deutschland gebräuchliche Sütterlinschrift) als Erstschrift in der Volksschule unterrichtet und gelehrt. Die Schulbücher waren in Fraktur- und Kurrentschrift gesetzt.
Nach dem Anschluss Österreichs durch Nazi-Deutschland im Jahr 1938 war auch Österreich von der reichsweiten Abschaffung der Kurrentschrift mit der Einführung der „Deutschen Normalschrift“ 1941 betroffen.  Zwar wurde mit Erlass des Bundesministeriums für Unterricht vom 22. Mai 1951 die Kurrentschrift als Zweitschrift in Form des Schönschreibens wieder eingeführt, jedoch wurde dies nur mehr selten praktiziert.
Die in der BRD 1953 eingeführte „Lateinische Ausgangsschrift“ (LA) wurde mit weitgehend identen Lettern 1963 in Österreichs Volksschulen eingeführt. „P“ und „R“ wurden jedoch in Österreich in einem Zuge, also mit links durchgehend nach oben laufender Schleife geschrieben. Das „r“ wurde nach dem Strich hinunter zur Grundlinie von dort mit einer kleinen rechtsdrehenden Schlaufe (auf der Grundlinie stehend) fortgesetzt und war damit sehr ähnlich der zuvor verwendeten Kurrentschrift. 1967/1970 wurde diese Schlaufe zu einem kleinen Bogen und einer zweiten Spitzumkehr auf der Grundlinie, und schon um 1970 weiter zu einer einzigen Spitzumkehr – wie schon 1953 in der BRD ausgeführt – vereinfacht.
1995 wurde eine neue Version der „Österreichischen Schulschrift“ verabschiedet. Dabei wurden die Schleifen im Inneren der Buchstaben a, d, g, o und bei vielen Großbuchstaben entfernt. Das P und R wird nicht mehr in einem Zug geschrieben, das X ähnelt dem Antiqua-X und die Ziffern sind schnörkelloser. Seit dem Schuljahr 1995/96 haben die Lehrer freie Wahl: Es kann beim Schreiblehrgang wahlweise die neue „Österreichische Schulschrift 1995“ oder die ältere „Österreichische Schulschrift 1969“ als Ausgangsschrift verwendet werden. Ab dem Schuljahr 2023/24 soll die Schulschrift 1969 nicht mehr gelehrt werden.

## Entwicklung in der Schweiz

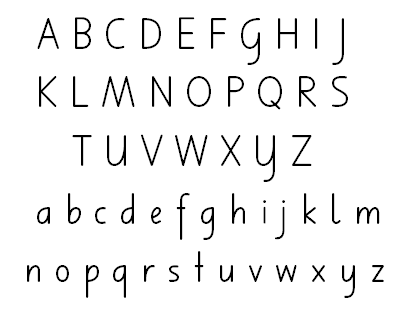
Alphabet der Deutschschweizer Basisschrift

Die je nach Kanton bis 2021 gelehrte Schweizer Schulschrift (umgangssprachlich auch „Schnüerlischrift“ genannt) wurde 1947 eingeführt.
2006 wurde von Hans Eduard Meier die schnörkellose Deutschschweizer Basisschrift, die der Deutschen Grundschrift ähnlich ist, entwickelt und als zeitgemäße Alternative vorgeschlagen. Im Kanton Luzern ist die Basisschrift als Alternative seit 2006 zugelassen. Die Deutschschweizer Erziehungsdirektoren-Konferenz empfahl im Herbst 2014 den verbreiteten Einsatz der Deutschschweizer Basisschrift. Dieser Empfehlung wurde nach und nach Folge geleistet. Im Schuljahr 2021/22 führte der Kanton Schwyz als bisher letzter Kanton die Basisschrift-Pflicht ein. Bern kennt als einziger Kanton nur eine Basisschrift-Empfehlung, die er im Zusammenhang mit dem Lehrplan 21 2018 abgab.
2008 ergab eine Studie der Pädagogischen Hochschule Zentralschweiz, dass Schüler und Schülerinnen, die mit der Basisschrift schreiben gelernt hatten, in der gleichen Zeit mehr Text schreiben konnten als jene, die die Schulschrift gelernt hatten. Zudem war das Schriftbild leserlicher und die Schülerinnen und Schüler stimmten der Aussage „Ich schreibe gerne“ häufiger zu.

## Frankreich
Das französische Bildungsministerium empfiehlt für den Schulunterricht die im Juni 2013 veröffentlichten modèles d'écriture scolaire A und B von Laurence Bedoin-Collard, Héloïse Tissot und Marion Andrews. Sie wurden im Rahmen eines Wettbewerbs des Ministeriums für nationale Bildung entwickelt.

## Dänemark
1875 wurden gebrochene Schriften abgeschafft und durch eine Schreibschrift mit Schleifen („løkkeskrift“) ersetzt. 1952 wurde die Formskrift des norwegischen Alvhild Bjerkenes vom Gymnasial- und Schreiblehrers Christian Clemens Hansen in Dänemark eingeführt und wurde in den nächsten 20 bis 30 Jahren zur vorherrschenden Lehrschrift an den Schulen.

## Schweden

Handschrift im schwedischen Lehrplan, Stockholm 1989

1959 ließ die Schulbehörde (Skolöverstyrelsen, SÖ) die Möglichkeit der Einführung eines einheitlichen Schreibkurses prüfen. Bis dahin gab es keine verbindliche einheitliche Methode. Die verwendeten Ausgangsschriften beziehungsweise Lehrbücher waren Skrivkursen Tomten, Skrivkursen Runa, Min skrivbok, Normalskriften, Funktionell handstil, Stockholmsstilen und Skrivkursen Pennan. Nach einer Forschungs- und Experimentierphase führte die Behörde 1975 die Skolöverstyrelsestilen (SÖ-stilen) ein, die von der Kalligraphin Kerstin Anckers entworfen wurde und auf der humanistischen Kursive von Ludovico Vicentino degli Arrighi basiert. Nach heftiger Kritik wurde die Verbindlichkeit dieser Schulschrift zehn Jahre später wieder aufgehoben und nun teilweise wieder mit älteren Schriften unterrichtet, wobei die Aufhebung offiziell nur zur Minimierung staatlicher Vorschriften erfolgte.

## Vereinigte Staaten
Die Spencer-Methode war seit den 1840er Jahren das wichtigste standardisierte Handschriftsystem in den Vereinigten Staaten. Um 1888 wurde die preisgekrönte Palmer-Methode als eine Vereinfachung der Spencer-Methode entwickelt, die einfacher und schneller sein sollte und bald zum beliebtesten Handschriftsystem wurde. Vom dazugehörigen Palmer's Guide to Business Writing von 1894 wurden 1912 in den Vereinigten Staaten eine Million Exemplare verkauft. In den 1950er Jahren ging die Anwendung der Methode zurück und wurde schließlich durch die Zaner-Bloser-Methode von 1976 abgelöst, bei der zuerst Blockschrift und dann Kursivschrift gelehrt wurde, um so schnell wie möglich Schriftgebrauch zu ermöglichen und so die Schreibfähigkeiten entwickelt werden. 1978 wurde die D’Nealian-Methode eingeführt, die den Übergang von Blockschrift zu Schreibschrift erleichtern sollte und zu einem kursiveren, an die Palmer-Schrift angelehnten Stil zurückkehrte, mit Blockbuchstaben die viele Ähnlichkeiten mit ihren entsprechenden kursiven Gegenstücken aufweisen. Beliebte neuere Lehrschriften sind Handwriting Without Tears („Handschrift ohne Tränen“) und die humanistische Kursivschrift von Getty-Dubay.

## Hongkong
In Hongkong lernen Grundschüler das Schreiben anhand der Regelschrift. Die zu lehrenden Zeichenformen sind in den vom Regionalregierungsbüro für Bildungswesen herausgegebenen Hong Kong Chinese Lexical Lists for Primary Learning (香港小學學習字詞表) aus dem Jahr 2009 festgelegt.